# Myrtille

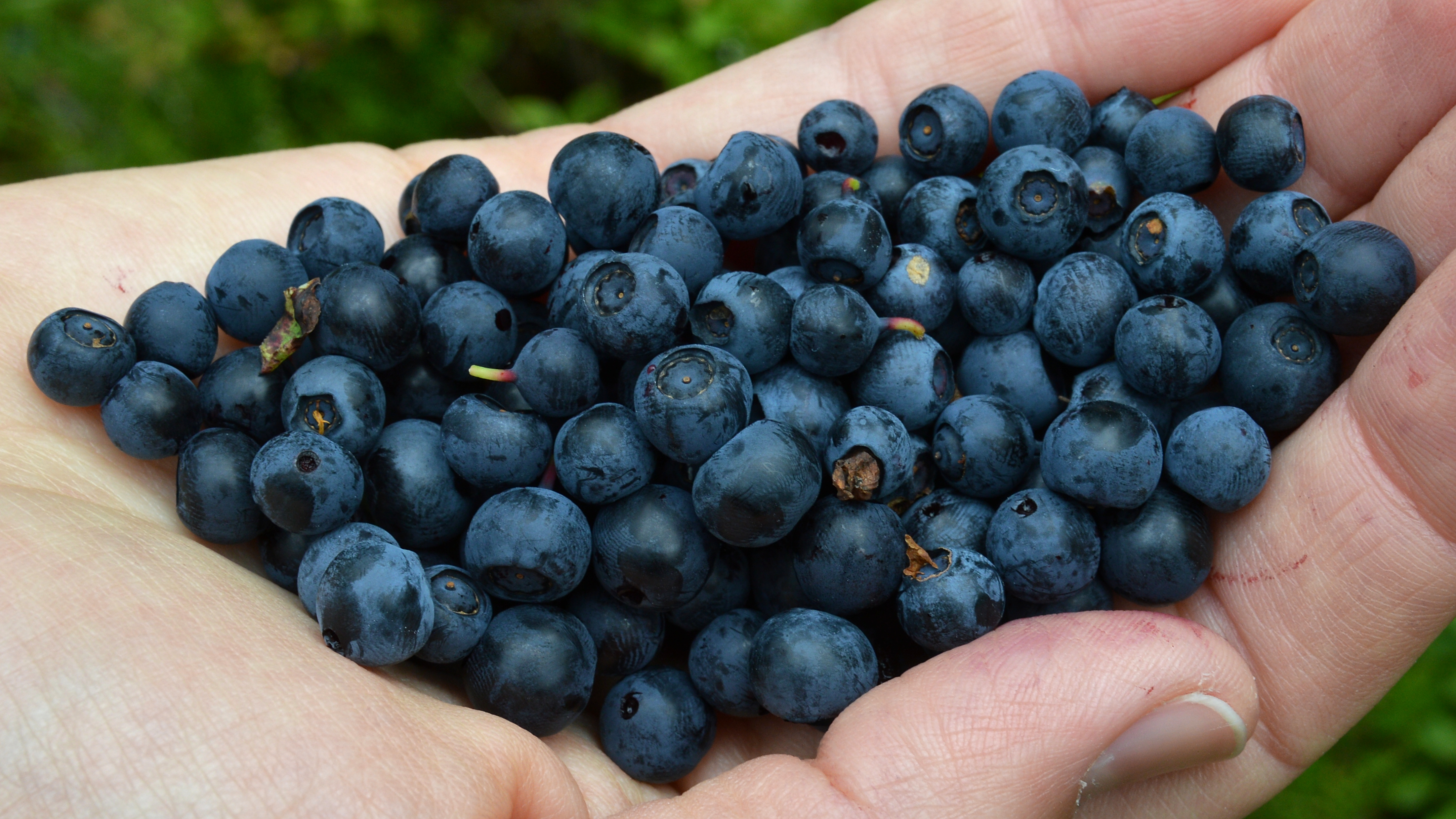
Une poignée de myrtilles.

Les myrtilles sont les fruits produits par diverses espèces du genre Vaccinium (famille des Éricacées). Ce sont de petites baies de couleur bleu-violacé à la saveur douce et légèrement sucrée. La niche écologique et l'aire de répartition de Vaccinium myrtillus et de Vaccinium vitis-idaea sont amenées à se contracter dans le monde en raison du réchauffement climatique, et ce déclin « affectera les services écosystémiques forestiers en Europe ».

## Dénominations

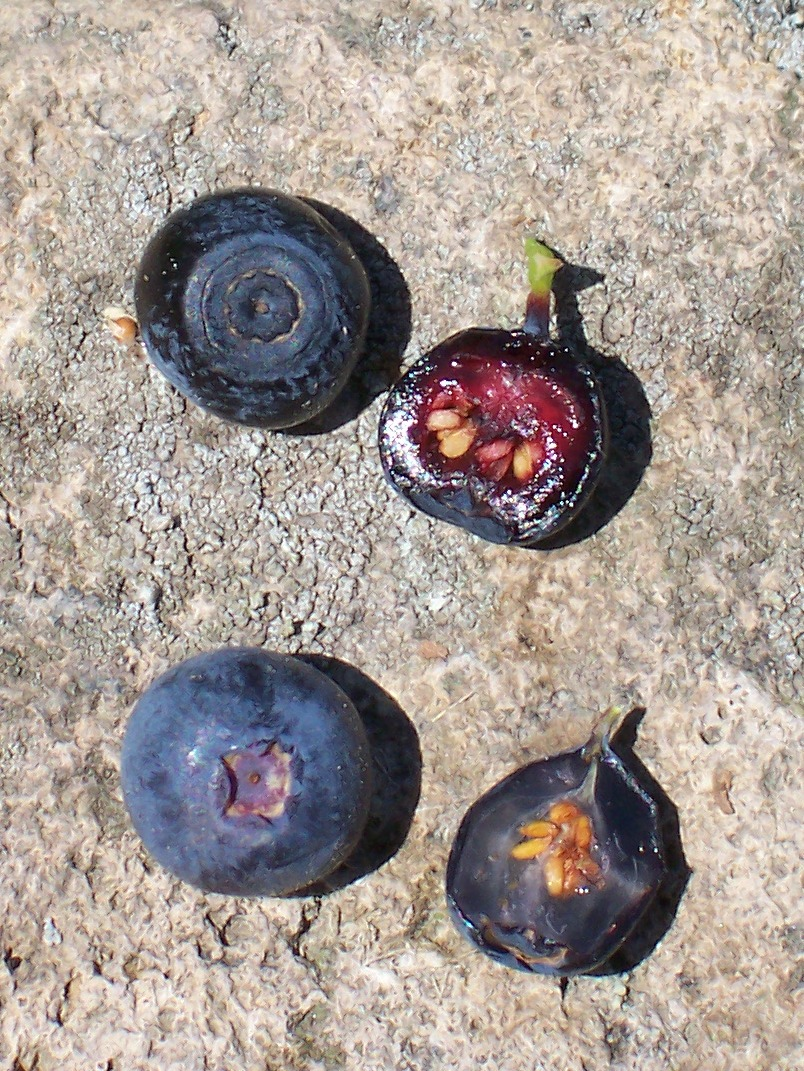
Comparaison des deux espèces de myrtilles sauvages présentes en Europe : la Myrtille commune (Vaccinium myrtillus, en haut) et l'Airelle des marais (Vaccinium uliginosum, en bas).

À l'origine, ce nom désignait principalement le Vaccinium myrtillus, la myrtille commune, mais il peut également faire référence au Vaccinium uliginosum, la myrtille des marais et à plusieurs espèces américaines dont certaines sont cultivées (Vaccinium caespitosum, Vaccinium corymbosum, Vaccinium angustifolium, Vaccinium deliciosum, Vaccinium membranaceum, Vaccinium ovalifolium, Vaccinium myrtilloides, etc.).
Au sens botanique, les myrtilles appartiennent au groupe des airelles, qui désignait alors l'ensemble des espèces du genre Vaccinium.
Au sens culinaire, on fait la distinction entre les myrtilles (bleues et plutôt sucrées) et les airelles (rouges et plutôt acidulées).
Selon les régions, les myrtilles portent divers noms vernaculaires : « brimbelles » dans l'est de la France et en particulier dans les Vosges, « abrétier », « embrunes » en Maurienne. Le nom de l'arbrisseau varie aussi selon les régions : tandis que les myrtilles poussent sur le « myrtillier », les embrunes poussent sur « l'embrunier » et la brimbelle sur le « brimbellier ». Au Québec, on utilise généralement le terme de « bleuet » à la fois pour les fruits des Vaccinium angustifolium et Vaccinium myrtilloides, espèces sauvages exclusivement américaines, et pour ceux du Vaccinium corymbosum cultivé.

Comparaison du bleuet et de la myrtille
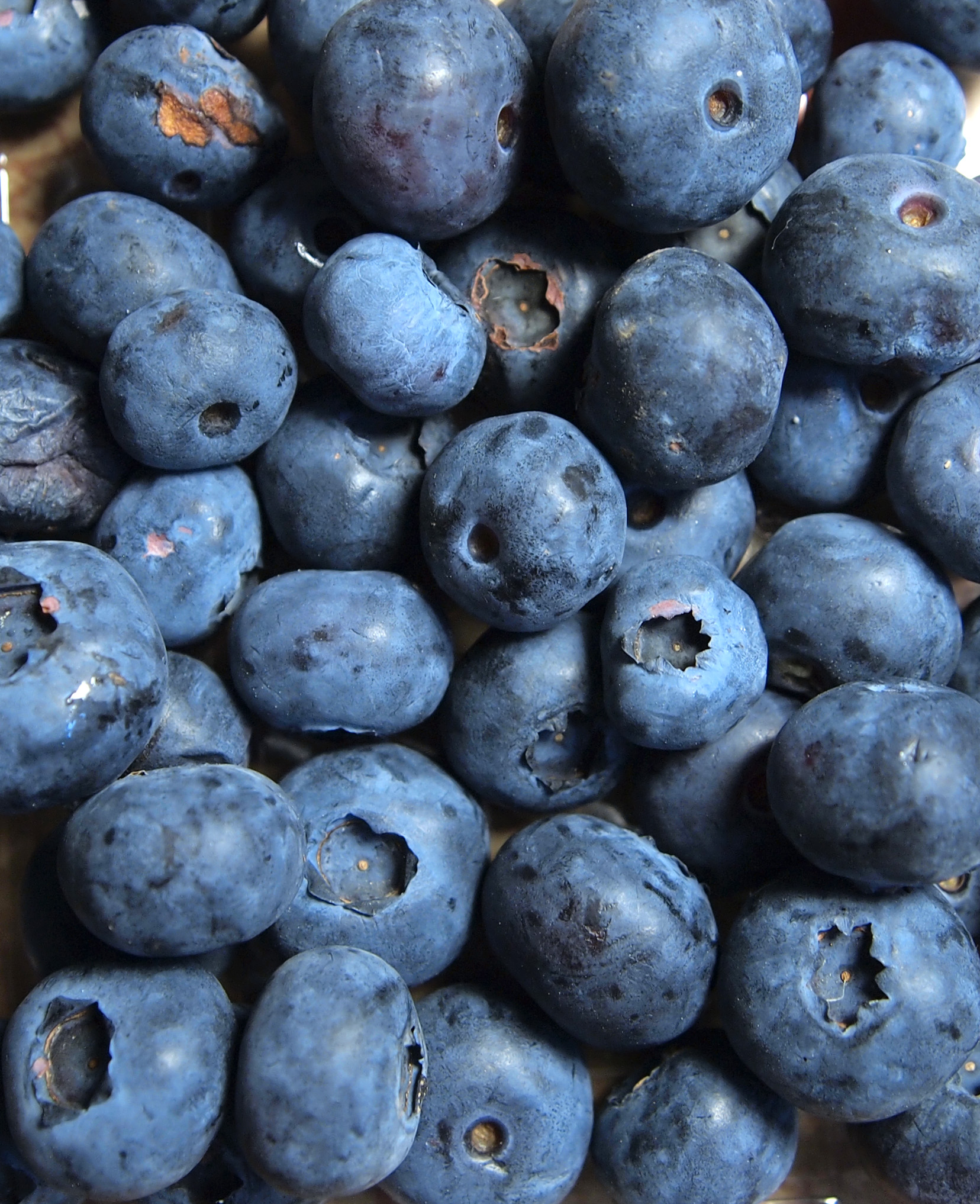
Bleuets de Vaccinium corymbosum
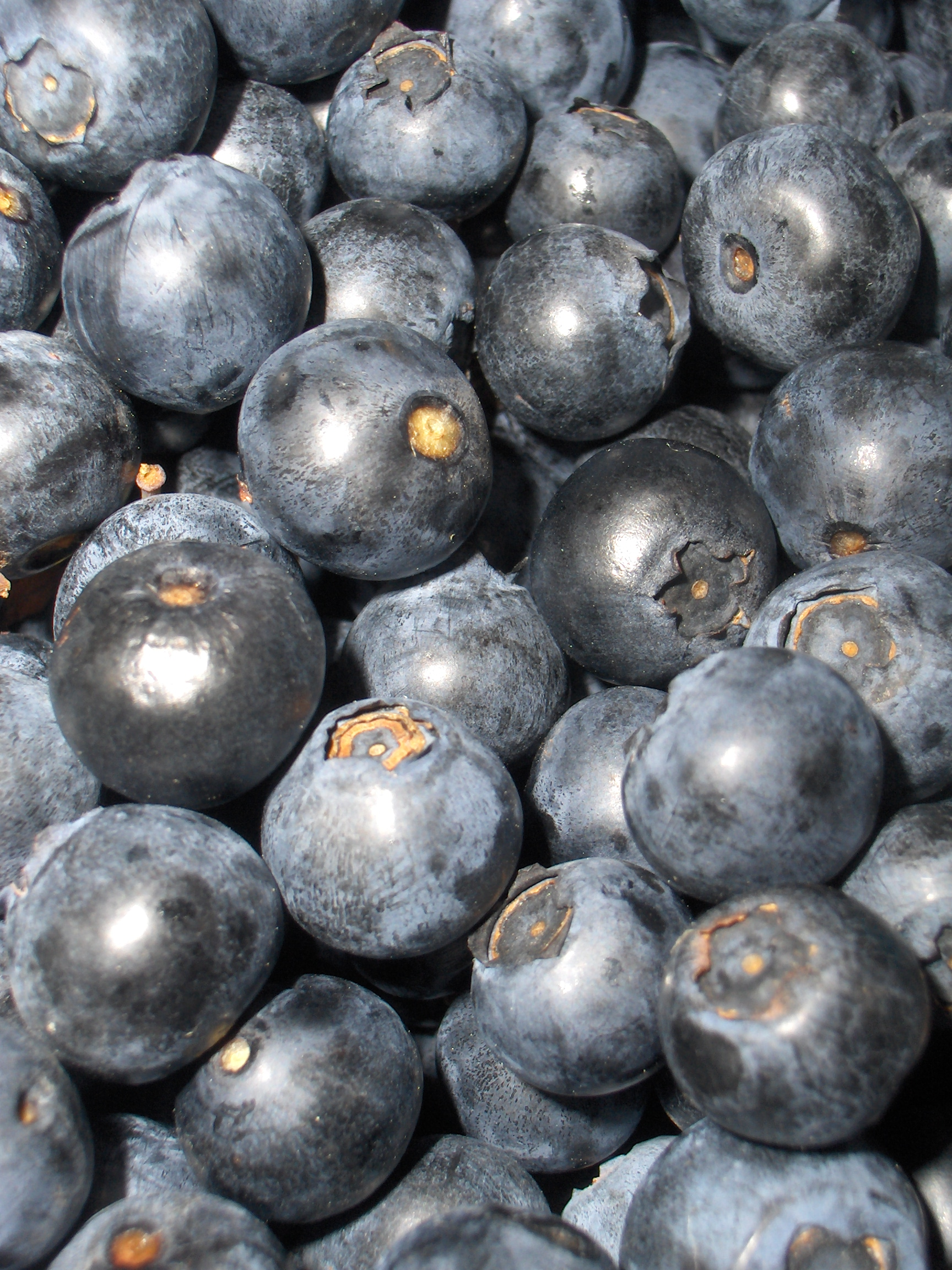
Myrtilles de Vaccinium myrtillus

## Production
| États-Unis  | 139 220,695 | 30,6 % |
| Canada      | 82 301,102  | 17,3 % |
| France      | 13 816,65   | 9,1 %  |
| Pologne     | 11 467,23   | 8,0 %  |
| Allemagne   | 8 477       | 5,5 %  |
| Lituanie    | 4 639       | 4,5 %  |
| Pays-Bas    | 4 233       | 4,0 %  |
| Mexique     | 4 182       | 3,9 %  |
| Australie   | 2 570       | 2,1 %  |
| Roumanie    | 2 487       | 2 %    |
| Russie      | 2 426       | 1,5 %  |
| Ukraine     | 2 062       | 1,0 %  |
| Espagne     | 1 124       | 0,5 %  |
| Italie      | 1 524       | 0,5 %  |
| Portugal    | 1 405       | 0,3 %  |
| Pérou       | 1 358       | 0,2 %  |
| Ouzbékistan | 564         | 0,2 %  |
| Lettonie    | 358         | 0,1 %  |
| Maroc       | 106         | 0,1 %  |
| Danemark    | 100         | 0,1 %  |
| Autres pays | 74 344      | 10,0 % |
| Total       | 100 %       |        |

## Qualités nutritionnelles et médicinales

### Composition
C'est l'une des baies les moins sucrées et les moins caloriques. Sa richesse en fibres et en antioxydants lui confère des vertus coupe-faim, et elle est très diurétique.
Elle est également riche en vitamines hydrosolubles, en acides citrique et malique, en alcaloïdes indoliques, en anthocyanosides (glucosides du delphininol, du cyanidol, du malvidol et du pétunidol), bases quinolizidiniques et en tanins. Elle possède des propriétés antiseptiques, antidiarrhéiques, antihémorragiques et antihéméralopiques.
C'est l'un des fruits les plus riches en antioxydants, quelle que soit la méthode de mesure utilisée. Sur trente-huit fruits et légumes analysés, la myrtille est :
- no 2 pour l'indice d'Oxygen radical absorbance capacity (ORAC)[6],[7],[Note 1], la figue sèche étant no 1,
- no 2 en Ferric reducing ability of plasma (FRAP) et en Trolox equivalent antioxidative capacity (TEAC), la framboise étant no 1,
- no 2 en Tartrate resistant acid phosphatase (TRAP), le cassis étant no 1.

| Myrtille (composition pour 100 g de baies crues) |                         |                              |                     |
| Eau : 84 g                                       | Cendres totales : 0,2 g | Valeur énergétique : 57 kcal | Fibres : 2,4 à 7 g  |
| Glucides : 15 g                                  | Sucres simples : 10 g   | Protéines : 0,7 g            | Lipides : 0,3 g     |
| Sels minéraux et Oligo-éléments                  |                         |                              |                     |
| Potassium : 77 mg                                | Phosphore : 12 mg       | Calcium : 6 mg               | Magnésium : 6 mg    |
| Sodium : 1 mg                                    | Fer : 280 µg            | Zinc : 160 µg                | Cuivre : 57 µg      |
| Vitamines                                        |                         |                              |                     |
| Vitamine C : 9700 µg                             | Vitamine B3 : 420 µg    | Vitamine B5 : 120 µg         | Vitamine B6 : 52 µg |
| Vitamine B2 : 41 µg                              | Vitamine B1 : 37 µg     | Vitamine K : 19,3 µg         | Vitamine A : 16 µg  |
| Vitamine E : 0,57 µg                             |                         |                              |                     |
| Acides gras                                      |                         |                              |                     |
| Poly-insaturés : 150 µg                          | Mono-insaturés : 47 µg  | Saturés : 28 µg              |                     |

### Effets sur la mémoire
Le jus de myrtilles présente une propriété remarquable : il est capable de restaurer la mémoire des rats âgés, comme l'a démontré J. A. Joseph à Boston. Cet effet a depuis été confirmé par d'autres équipes. On ignore encore si ce bénéfice pour la mémoire peut être reproduit chez l'être humain. Les chercheurs étudient des solutions thérapeutiques dans d'autres domaines (prévention des cancers ou maladies dégénératives).

## Risque sanitaire
En consommant crus, des fruits ou des feuilles contaminés par les déjections de renards ou de chiens, on peut contracter une échinococcose alvéolaire. Ce risque concerne les myrtilles, mais également tout autre fruit ou feuille sauvage ou cultivé, récolté au niveau du sol et souillé par des déjections de canidés. La parasitose peut également être transmise par contact direct avec un chien domestique. Cette maladie très grave provoquée par Echinococcus multilocularis, un ver dont l'adulte parasite l'intestin grêle du renard et du chien et dont la forme larvaire peut contaminer l'homme. Très rare (15 cas par an en France), cette maladie est due au lent développement du parasite dans le foie. Elle conduisait autrefois à la mort, mais le traitement par l'albendazole en « stabilise » l'évolution. En France, les cas se concentrent dans l'Est du pays et dans le Massif Central ; on ne connaît presque aucun cas dans les Pyrénées. La cuisson tue immédiatement le parasite (confiture, tartes), mais aucun autre traitement, comme le lavage ou la congélation, n'est sûr.

## Réglementation en France

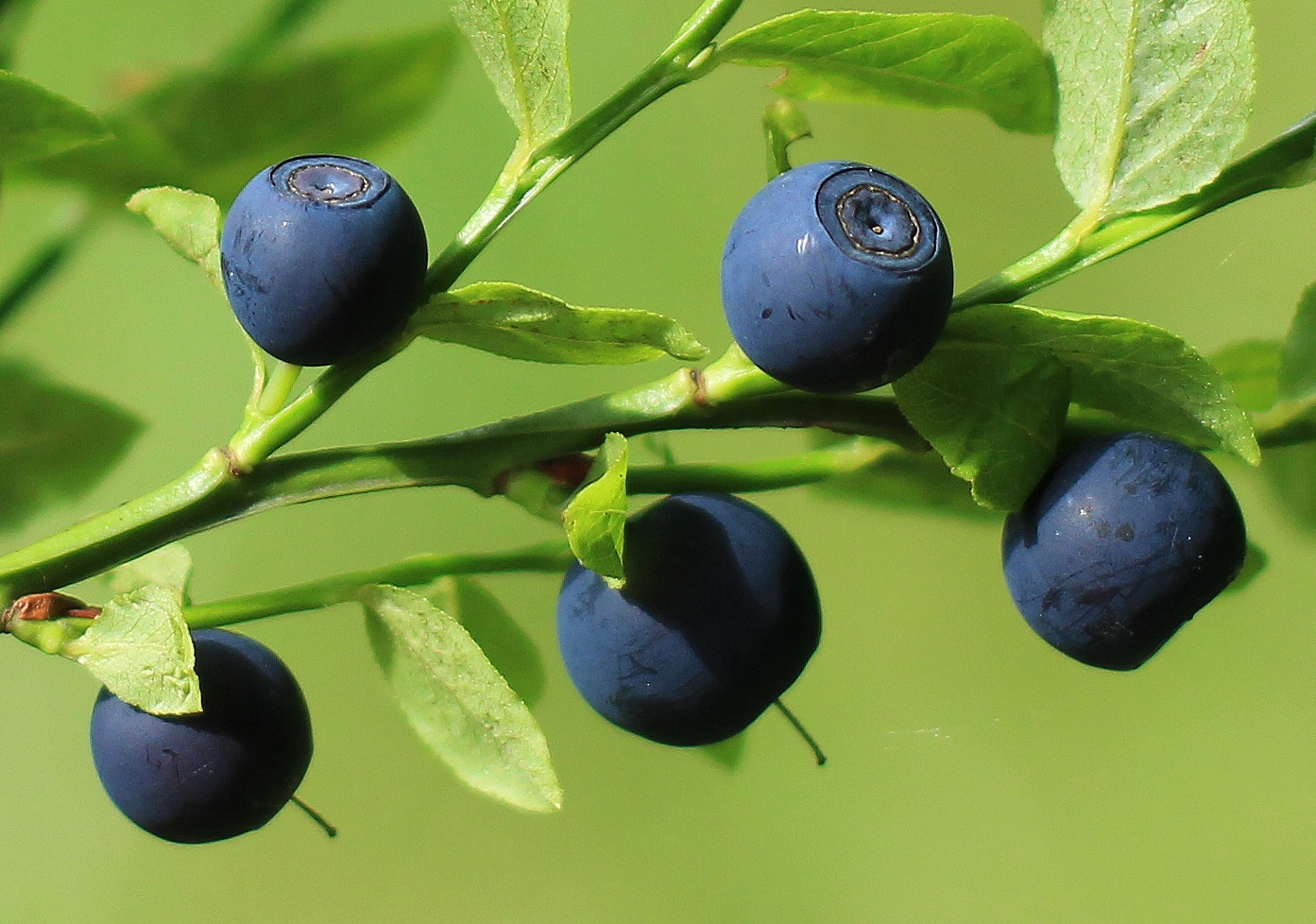
Myrtilles communes sur leur branche dans une forêt de Saxe (Land).

La cueillette des myrtilles est réglementée en France, notamment dans les réserves naturelles. Les règlements, différents d'un lieu à l'autre, évoluent également d'une année à l'autre. Ainsi, dans le parc naturel régional des Ballons des Vosges, la cueillette est autorisée du 15 juillet au 15 décembre pour une consommation familiale (2 kg par jour par personne). L'utilisation du peigne est tolérée dans la partie de la réserve située sur les départements du Territoire de Belfort, des Vosges. Il est interdit en Haute-Saône.
Dans les Hautes-Vosges, ce peigne est appelé communément rifle ou riflette .

## Culture
La myrtille est la seule plante ayant besoin d’un sol riche en aluminium.

## Menace climatique
Les niches écologiques de Vaccinium myrtillus et de Vaccinium vitis-idaea sont toutes deux appelées à se réduire dans le monde en raison du réchauffement climatique, quel que soit le scénario du GIEC envisagé. La myrtille étant une source d'alimentation importante pour de nombreuses espèces et présentant un intérêt économique local pour l'homme, ce déclin « affectera les services écosystémiques forestiers en Europe ».

## Dénominations

### Prédateurs
Les papillons de nuit (hétérocères) suivants se nourrissent de myrtille :
- boarmie rhomboïdale - Peribatodes rhomboidaria (Geometridae) ;
- cidarie du peuplier (Geometridae) ;
- crocale aglosse (Geometridae) ;
- phalène ondulée (Geometridae) ;
- phalène perlée (Geometridae).

Les chenilles de Endotricha flammealis (Pyralidae) se nourrissent aussi de myrtille.

## Usage culinaire
Les baies peuvent être consommées fraîches ou être utilisées en pâtisserie pour confectionner des tartes et divers autres gâteaux. La tarte aux myrtilles est un dessert traditionnel de saison dans les régions montagneuses d'Europe centrale particulièrement. Le muffin aux myrtilles, ou le plus souvent plutôt aux bleuets, est un grand classique de la pâtisserie américaine.
Les myrtilles peuvent également être utilisées pour faire des sauces, des confitures, des sirops, des sorbets, des tisanes, des eaux-de-vie, des liqueurs ou des vins.

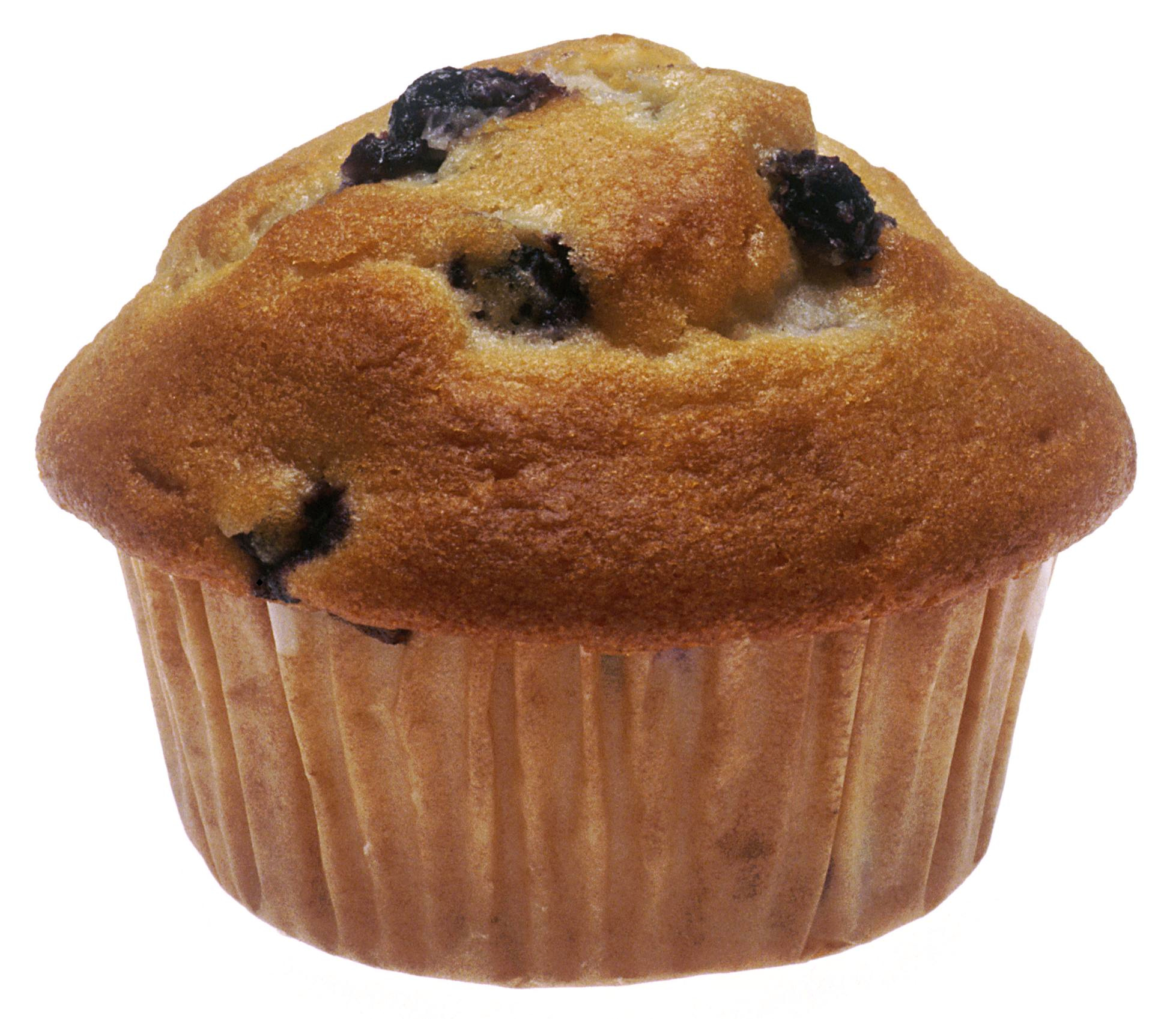
Muffin aux myrtilles
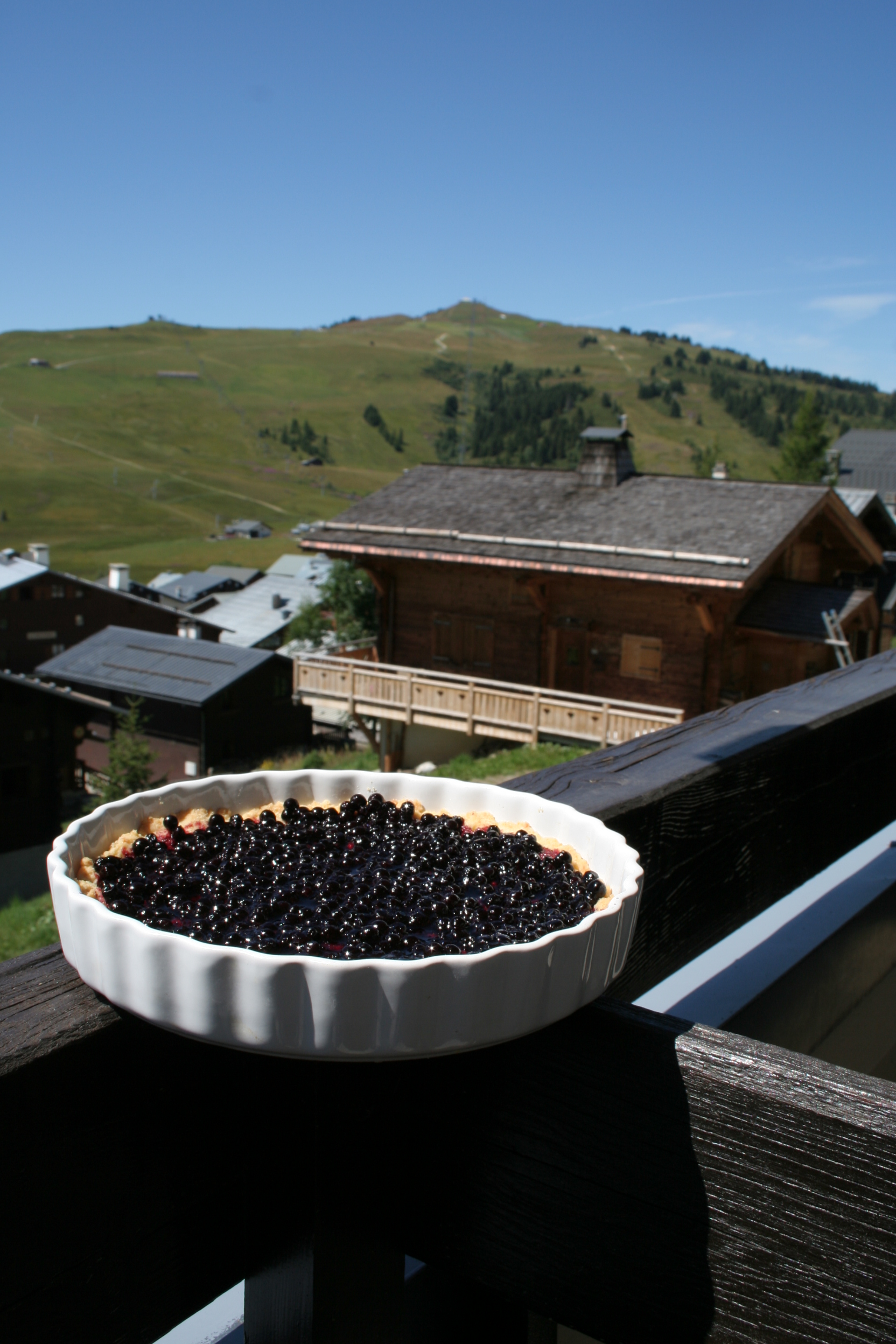
Tarte aux myrtilles sauvages (Savoie)

## Symbolique

### Calendrier républicain
- Dans le calendrier républicain, la Myrtille était le nom attribué au 29e jour du mois de germinal[11].